# Richard Mueller (Eishockeyspieler)
Richard Mueller (* 6. Mai 1982 in Richmond, British Columbia) ist ein ehemaliger deutsch-kanadischer Eishockeyspieler. In seiner Karriere spielte er unter anderem bei den Eisbären Berlin und den Hamburg Freezers in der DEL sowie in Kanada und Schweden. 

## Karriere
Der 1,79 Meter große Flügelstürmer begann seine Karriere in der kanadischen Juniorenliga WHL, wo er für die Brandon Wheat Kings, die Saskatoon Blades und die Calgary Hitmen auf dem Eis stand. Nach einem Jahr im Team der University of Calgary im kanadischen Collegespielbetrieb der CIS wechselte der Rechtsschütze zur Saison 2004/05 zunächst zu den Eisbären Berlin Juniors in die Oberliga Nord-Ost.
Nach guten Leistungen wurde der Kanadier in den DEL-Kader der Eisbären Berlin berufen, mit denen er dreimal Deutscher Meister (2005, 2006 und 2008) und einmal Deutscher Pokalsieger (2008) werden konnte. Als die Eisbären Berlin Richard Mueller 2004 verpflichteten, rechneten sie sicherlich auf Grund seines deutschen Vaters damit, dass er bald nicht mehr unter das Ausländerkontingent fallen würde. Die deutsche Staatsbürgerschaft erhielt Mueller jedoch erst 2007.
Für die Saison 2008/09 wechselte Mueller zum Ligakonkurrenten Hamburg Freezers, bei welchen er einen Vertrag über zwei Jahre unterschrieb. Seine guten Leistungen in seinem ersten Hamburger Jahr (18 Tore) führten zur Berufung in die deutsche Eishockeynationalmannschaft, in seiner zweiten Saison in Hamburg konnte er auch auf Grund von Verletzungen nicht mehr an diese Leistung anknüpfen und auch die Freezers beendeten die Saison auf einem enttäuschenden vorletzten Tabellenplatz.
Zur Saison 2010/11 unterschrieb er einen Vertrag beim DEL-Verein Kassel Huskies, nachdem jedoch Kassel Insolvenz anmelden musste und keine Lizenz für die Spielzeit erhielt, begann er die Saison beim ERC Ingolstadt, welche Mueller für den länger verletzten Thomas Greilinger mit einem Vertrag bis zum Jahresende nachverpflichteten. Nach einem allgemein nicht guten Saisonverlauf für die Audistädter, wurde sein Vertrag nach einer Bilanz von 3 Toren in 18 Ligaspielen nicht verlängert, und er beendete die Saison in der 2. Eishockey-Bundesliga bei den Eispiraten Crimmitschau, mit welchen er insbesondere in den Relegationsspielen den Klassenerhalt sichern konnte.
Die Saison 2011/12 begann der Deutsch-Kanadier mit einem Probevertrag bei den Straubing Tigers aus der DEL, konnte sich jedoch nicht empfehlen und spielte den Rest der Saison in der 2. Schwedischen Eishockeyliga bei Tingsryds AIF.
Für die Saison 2012/13 kehrte er nach Deutschland zurück und unterschrieb einen Vertrag bei den Lausitzer Füchsen aus der 2. Eishockey-Bundesliga. Hier konnte er sich mit 27 Assists als Vorbereiter auszeichnen, die 8 Tore in 50 Saisonspielen blieben jedoch unter den Erwartungen.
Zur Saison 2013/14 wechselte er in die dritthöchste deutsche Eishockeyliga und schloss sich dem Oberligakader der ambitionierten Löwen Frankfurt an, welche zum Saisonende auch den Aufstieg in die zweithöchste deutsche Eishockeyliga – DEL2 schafften. Bereits in seiner ersten Zweitligasaison für Frankfurt wurde er mit 40 Toren Torschützenkönig der Liga und verlängerte seinen Vertrag bei den Löwen vorzeitig. In der Saison 2015/16 war Mueller mit 36 Toren in 47 Spielen nach der Hauptrunde drittbester Torschütze der DEL2. In der Saison 2016/17 gewann er mit den Löwen den DEL2-Meistertitel. Auf dem Weg zu diesem Triumph erzielte er in 59 Spielen 34 Treffer und bereitete 24 weitere Tore vor, wobei seine 28 Treffer in der Hauptrunde diesmal den vierten Platz in der Torjägerliste der DEL2 bedeuteten.
Schon im Sommer 2016 vereinbarte Mueller mit dem bayerischen Ligakonkurrenten SC Riessersee eine Zusammenarbeit über 2 Jahre, welche nach seinem im Frühjahr 2017 auslaufenden Vertrag bei den Frankfurter Löwen, für welche er in insgesamt 219 Spielen 261 Punkte davon 153 Tore erzielt hatte, mit der DEL2-Saison 2017/18 in Kraft trat. Mit dem SC Riessersee wurde er Vizemeister der DEL2 und trug im Laufe des Spieljahres 2017/18 46 Tore und 49 Vorlagen in 69 Partien bei. Nach dem Rückzug von Riessersee aus der DEL2, wechselte er Anfang Juni 2018 innerhalb der Liga zu den Kassel Huskies. Dort gehörte er in den folgenden zwei Jahren zu den Leistungsträgern, ehe er seine Karriere im April 2020 (zunächst) beendete. Für seinen neuen Arbeitgeber, der im Bereich Sport-Sponsoring aktiv ist, kam er mit dem Herner EV in Kontakt und entschied sich im Oktober 2020, für diesen in der Oberliga zu spielen. Nach einem Jahr in Herne  bat er um Vertragsauflösung und kehrte im November 2021 zu den Lausitzer Füchsen (DEL2) zurück. Im August 2022 beendete er seine Karriere abermals.

### International
Im Jahr 2008 wurde Mueller vom damaligen Bundestrainer Uwe Krupp erstmals in die deutsche Eishockeynationalmannschaft berufen. Insgesamt erzielte er in 7 Spielen 5 Tore für das Nationalteam – an den Olympischen Winterspielen 2010, welche in der Nähe seines Geburtsortes in Vancouver stattfanden, wurde er auf Grund einer vorherigen Verletzung nicht nominiert.

## Erfolge und Auszeichnungen
- 2005 DEL-Meister mit den Eisbären Berlin
- 2006 DEL-Meister mit den Eisbären Berlin
- 2008 DEL-Meister mit den Eisbären Berlin
- 2014 Meister Oberliga-West mit den Löwen Frankfurt und Qualifikation für die DEL2
- 2015 Torschützenkönig in der DEL2 mit 40 Toren
- 2016 „Sportler des Jahres der Stadt Frankfurt“[25]
- 2017 DEL2-Meister mit den Löwen Frankfurt
- 2018 Topscorer der DEL2-Hauptrunde 2017/18 (80 Punkte)[26]

## Karrierestatistik
(Legende zur Spielerstatistik: Sp oder GP = absolvierte Spiele; T oder G = erzielte Tore; V oder A = erzielte Assists; Pkt oder Pts = erzielte Scorerpunkte; SM oder PIM = erhaltene Strafminuten; +/− = Plus/Minus-Bilanz; PP = erzielte Überzahltore; SH = erzielte Unterzahltore; GW = erzielte Siegtore; 1 Play-downs/Relegation; Kursiv: Statistik nicht vollständig)

## Persönliches
Sein Vater Maximilian stammt aus der Nähe von Augsburg und wanderte nach Kanada aus. Dort änderte er die deutsche Schreibweise seines Nachnamens Müller in Mueller.